# Macrolobium punctatum
Macrolobium punctatum är en ärtväxtart som beskrevs av George Bentham. Macrolobium punctatum ingår i släktet Macrolobium och familjen ärtväxter. Inga underarter finns listade i Catalogue of Life.